# Sydney 2000 (videojuego)
Sydney 2000 es el videojuego oficial de los XXVII Juegos Olímpicos de Verano, organizados en Sídney, Australia en 2000. Desarrollado por Attention to Detail y publicado por Eidos Interactive, fue lanzado para PlayStation, Microsoft Windows y Dreamcast. Se desarrollaron versiones para Nintendo 64 y Game Boy Color, pero ambas versiones fueron canceladas.

## Eventos
- Sprint de 100 m
- 110 m vallas
- Jabalina (F)
- Martillo
- Salto triple
- Salto de altura (F)
- Tiro al plato
- Levantamiento de pesas súper pesado
- 100 m natación estilo libre (F)
- Plataformas de buceo de 10 m (F)
- Ciclismo de persecución
- Kayak K1 Slalom

## Naciones representadas

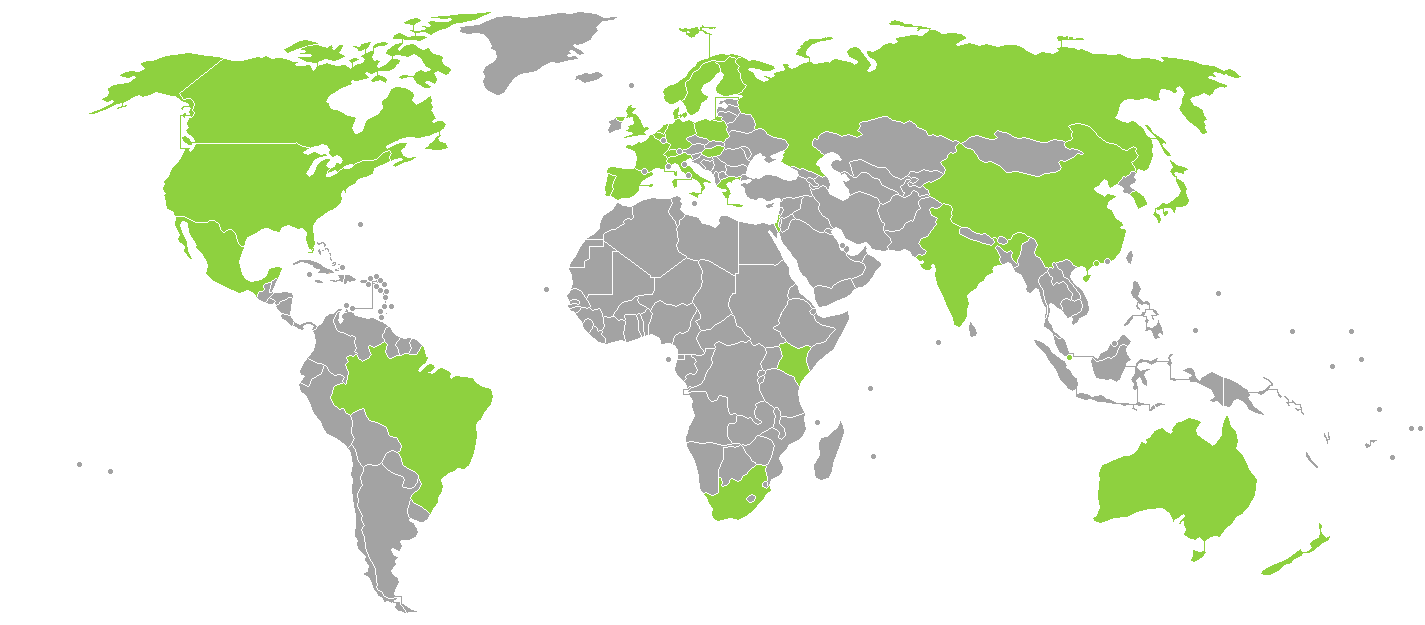
Países jugables

| - Alemania - Australia - Bélgica - Brasil - Canadá - China - República de China - Corea del Sur - Dinamarca - España - Estados Unidos | - Finlandia - Francia - Reino Unido - Grecia - Hungría - India - Israel - Italia - Japón - Kenia | - México - Noruega - Nueva Zelanda - Países Bajos - Polonia - Portugal - Rusia - Singapur - Sudáfrica - Suecia - Suiza |

## Jugabilidad
Aunque la jugabilidad cargada de botones no ha cambiado con respecto a juegos anteriores, la competencia principal en sí se vuelve más compleja con la inclusión del Gimnasio Virtual y un recorrido completo de clasificación para los Juegos Olímpicos, compuesto por cuatro etapas, y el jugador solo puede correr por las medallas los eventos para los que calificaron. Si bien algunos de los eventos son femeninos, cada evento solo está configurado para un género: no es posible correr los 100 m con vallas femeninas o el salto de altura masculino.
Individualmente, no hay mucha diferencia en la jugabilidad de los juegos anteriores: dos botones de acción controlan la velocidad, un tercero realiza una acción adicional, como saltar, pasar un obstáculo, establecer el ángulo y soltar el martillo o la jabalina, o tocar la pared. Todos los eventos se basan en esta fórmula, excepto Skeet, K1 Slalom y clavados (que usa "click-a-long" en lugar del salto de forma libre del Olympic Gold). Chase Cycling también requiere que el jugador siga el ritmo, o el ciclista final se quedará sin ritmo largo antes del sprint final.
La mayor diferencia con los juegos anteriores de la serie radica en el modo olímpico: en lugar de comenzar en los Juegos Olímpicos, el jugador debe mejorar y calificar a un atleta para el evento. Cada evento tiene cuatro etapas (Pruebas Abiertas, Evento de Invitación, El Campeonato y Clase Olímpica), y para cada etapa el jugador debe completar minijuegos en el Cyber Gym que van desde correr en una cinta de correr, escalar un poste, sentadillas o entrenamiento de reacción, para un total de 20 minijuegos. Completar un juego de Cyber Gym mejora al atleta en una de las tres calificaciones temporalmente, y para ganar las nuevas capacidades definitivamente, el atleta debe completar un evento con una determinada puntuación. Una vez que el jugador está satisfecho con el desarrollo del atleta, puede intentar clasificar para la siguiente etapa compitiendo contra otros atletas del mismo nivel. Aunque es posible competir en los Juegos Olímpicos tan pronto como el atleta llega a la Clase Olímpica, para obtener un atleta perfecto (con el 100% en todas las clasificaciones) uno debe completar todos los minijuegos, incluidos los de la Clase Olímpica. Como el juego se basa principalmente en las calificaciones de los atletas, incluso los jugadores con menos presiones de botones por minuto pueden lograr tiempos de récord mundial sin un gran esfuerzo siempre que pasen todos los minijuegos. Otros modos incluyen un modo arcade, entrenamiento y cara a cara, donde dos jugadores pueden competir con sus atletas entrenados en modo olímpico. Hay cuatro niveles de dificultad.
Aunque en general es estable, el juego carece de ajustes en algunos eventos: el salto de altura usa los resultados de los hombres, y aunque algunos eventos como el sprint de 100 my el triple salto son bastante fáciles, otros como el lanzamiento de jabalina y martillo requieren mucho entrenamiento.

## Recepción
Sydney 2000 recibió críticas "mixtas" en todas las plataformas según el sitio web de agregador de reseñas Metacritic. En Japón, donde las versiones de Dreamcast y PlayStation fueron adaptadas para su lanzamiento y publicadas por Capcom el 26 de octubre de 2000, Famitsu le dio a la última versión de consola una puntuación de 26 sobre 40. GameZone le dio a la versión para PC una puntuación de nueve sobre diez y dijo , "La calidad gráfica de este programa lo convierte en un ganador seguro. Lo que le falta en algunas áreas, lo compensa en otras. Si eres un fanático de la acción al estilo olímpico, esto es imprescindible". Sin embargo, Computer Games Magazine le dio una estrella y media de cinco y dijo que era "un excelente ejemplo de un juego que debería haberse quedado donde pertenecía: en las consolas", y que el juego "simplemente no es muy divertido; la mayoría de las veces, no es nada divertido. Se siente más como un trabajo que un buen momento y esa nunca es una buena receta para el éxito ".
Kevin Rice revisó la versión Dreamcast del juego para Next Generation, calificándola con dos estrellas de cinco, y declaró que "Un alquiler de fin de semana en el mejor de los casos. Es algo divertido revivir los recuerdos de la infancia de la sala de juegos local, pero la falta de profundidad y las mecánicas de juego repetitivas envejecen rápidamente ".